# Diócesis de San Nicolás de los Arroyos
La diócesis de San Nicolás de los Arroyos (en latín: Dioecesis Sancti Nicolai de los Arroyos) es una circunscripción eclesiástica de la Iglesia católica en Argentina. Se trata de una diócesis latina, sufragánea de la arquidiócesis de Rosario. Desde el 11 de noviembre de 2016 su obispo es Hugo Norberto Santiago.

## Territorio y organización

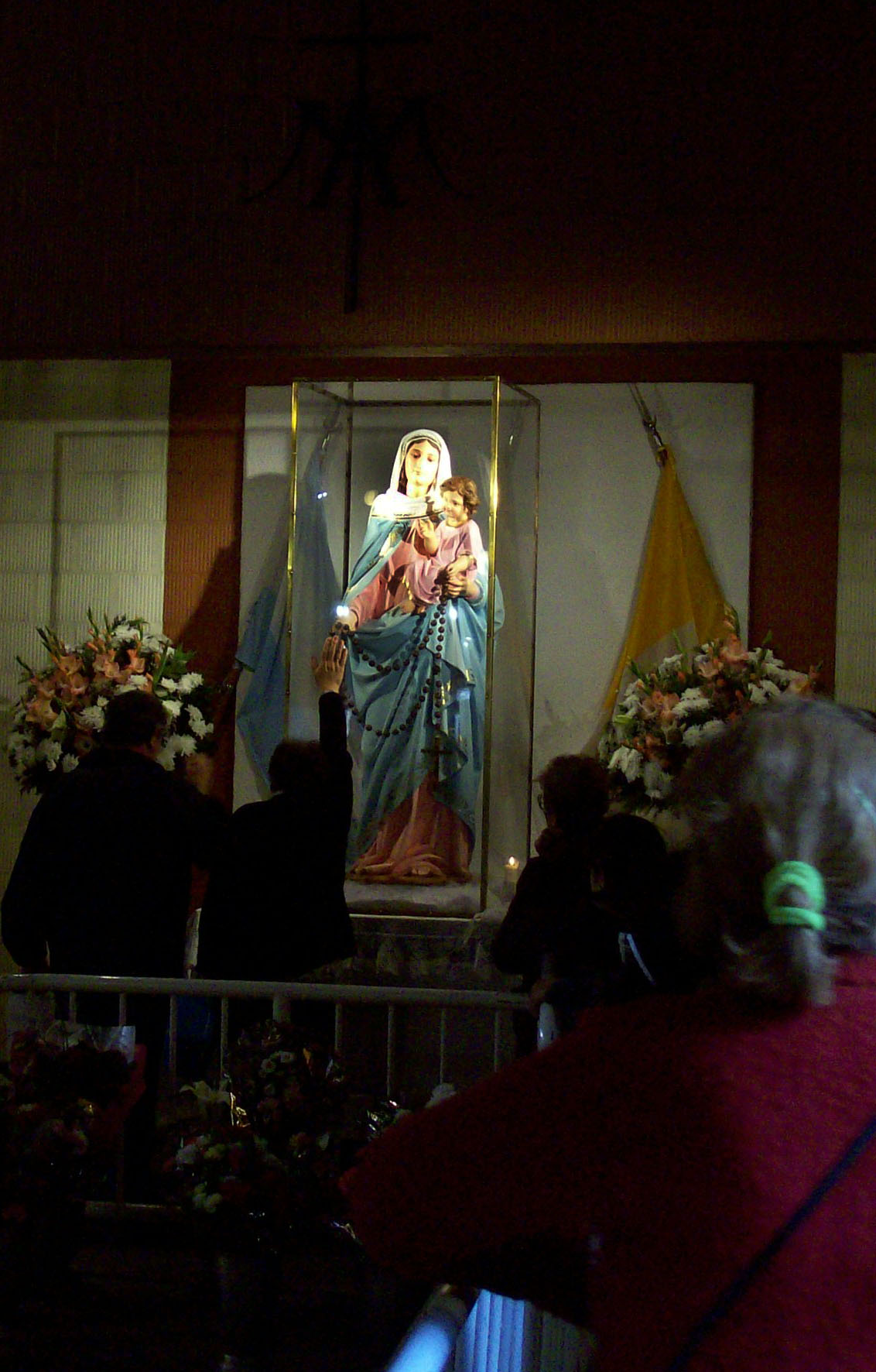
Imagen del Santuario de la Virgen del Rosario de San Nicolás

La diócesis tiene 14 500 km² y extiende su jurisdicción sobre los fieles católicos de rito latino residentes en la provincia de Buenos Aires en los partidos de: Arrecifes, Capitán Sarmiento, Colón, General Arenales, Pergamino, Ramallo, Rojas, Salto, San Nicolás y San Pedro.

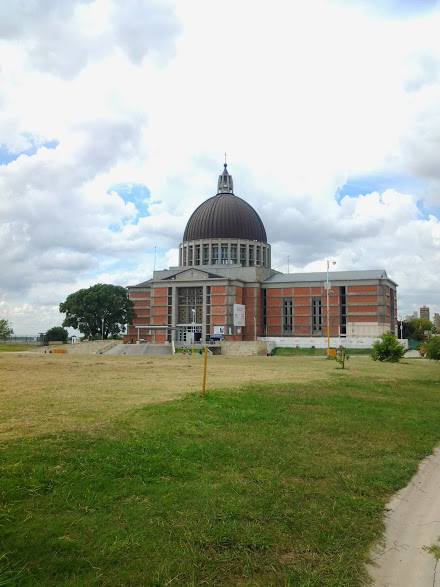
Santuario de la Virgen del Rosario de San Nicolás

La sede de la diócesis se encuentra en la ciudad de San Nicolás de los Arroyos, en donde se halla la Catedral de San Nicolás de Bari y el santuario María del Rosario de San Nicolás, uno de los lugares de peregrinaje más concurridos de Argentina. 
En 2020 en la diócesis existían 61 parroquias.

## Historia
La diócesis fue erigida el 3 de marzo de 1947 con la bula Maxime quidem iuvat del papa Pío XII, obteniendo el territorio de la arquidiócesis de La Plata y de la diócesis de Mercedes (hoy arquidiócesis de Mercedes-Luján). Originalmente era sufragánea de la arquidiócesis de Buenos Aires.
El primer obispo fue elegido siete años después de la erección de la diócesis, debido a que el gobierno del presidente Juan Domingo Perón demoró la gestión para que la sede episcopal fuera provista en el marco de las disputas por el Patronato nacional en Argentina. El 23 de octubre de 1954 el papa Pío XII designó 1.er. obispo de San Nicolás de los Arroyos a Silvino Martínez, a la sazón obispo auxiliar de Rosario. Pasó un año para tomar posesión, el 29 de octubre de 1955. El 21 de septiembre de 1959 el papa Juan XXIII lo trasladó a Rosario. Falleció y está sepultado en la catedral.
El 11 de febrero de 1957 cedió una parte de su territorio para la erección de la diócesis de San Isidro mediante la bula Quandoquidem adoranda del papa Pío XII.
El 2º obispo Francisco Juan Vénnera: obispo auxiliar de Rosario. El 23 de septiembre de 1959 Juan XXIII lo designó obispo de San Nicolás. Toma posesión el 19 de diciembre de 1959. Renuncia por razones de salud el 15 de febrero de 1966 y falleció el 22 de enero de 1990.
El 12 de agosto de 1963 pasó a formar parte de la provincia eclesiástica de la arquidiócesis de Rosario.
El 3.er. obispo Carlos Horacio Ponce de León: obispo auxiliar de Salta. Fue trasladado por Pablo VI a San Nicolás. Tomó posesión el 18 de junio de 1966. Habría fallecido asesinado en un complot por "accidente automovilístico", en la RN 9 el 11 de julio de 1977. Habría estado trasportando "material sensible" sobre casos de violaciones a los derechos humanos por parte del Proceso de Reorganización Nacional, sin embargo hasta el momento no se ha podido probar. Para la justicia sigue siendo una accidente. Pablo VI designó administrador apostólico de San Nicolás al obispo auxiliar de San Isidro, Justo Oscar Laguna.
El 27 de marzo de 1976 cedió otra porción de su territorio para la erección de la diócesis de Zárate-Campana mediante la bula Qui divino consilio del papa Pablo VI.
El 4º obispo Fortunato Antonio Rossi: obispo diocesano de Venado Tuerto. Pablo VI, el 11 de noviembre de 1977, lo trasladó a San Nicolás. Tomó posesión el 2 de enero de 1978. El 26 de noviembre de 1983 Juan Pablo II lo promovió al arzobispado de Corrientes.
El 5º obispo Domingo Salvador Castagna: obispo auxiliar de Buenos Aires. Juan Pablo II el 28 de agosto de 1984 lo trasladó a esta sede. Tomó posesión el 20 de octubre de 1984. El 22 de junio de 1994, Juan Pablo II lo promovió al arzobispado de Corrientes.
Entre 1983 y 1990 ocurrieron en San Nicolás de los Arroyos las apariciones marianas, en donde una mujer de 46 años, Gladys Herminia Quiroga de la Motta, dijo que fue testigo de las apariciones de la Virgen María. La Virgen, bajo la visual de Nuestra Señora del Rosario, y cargando al Niño Jesús, se le apareció en numerosas ocasiones, entregándole 1800 mensajes o citas bíblicas. El 22 de mayo de 2016 el obispo Héctor Sabatino Cardelli reconoció oficialmente las apariciones como auténticas. El 25 de octubre de 1988 la obra del santuario quedó completamente terminada.
El 6º obispo Mario Luis Bautista Maulión: obispo auxiliar de Rosario. Juan Pablo II, el 8 de mayo de 1995 lo trasladó a esta sede. Tomó posesión el 9 de julio de ese mismo año. El 23 de abril de 2003, Juan Pablo II lo promovió al arzobispado de Paraná.
El 7º obispo Héctor Sabatino Cardelli: obispo de Concordia. Juan Pablo II lo trasladó el 21 de febrero de 2004. Tomó posesión el 1 de mayo de 2004. Presentó su renuncia en 2016, al cumplir la edad de 75 años.
El 8° obispo, Hugo Norberto Santiago, sirvió previamente como obispo de la diócesis de Santo Tomé. Tomó posesión el 11 de noviembre de 2016.

## Estadísticas
Según el Anuario Pontificio 2021 la diócesis tenía a fines de 2020 un total de 428 500 fieles bautizados.
| Año                                                                             | Población            | Población | Población      | Sacerdotes | Sacerdotes    | Sacerdotes    | Bautizados por sacerdote | Diáconos permanentes | Religiosos | Religiosos | Parroquias |
| Año                                                                             | Bautizados católicos | Total     | % de católicos | Total      | Clero secular | Clero regular | Bautizados por sacerdote | Diáconos permanentes | Varones    | Mujeres    | Parroquias |
| ------------------------------------------------------------------------------- | -------------------- | --------- | -------------- | ---------- | ------------- | ------------- | ------------------------ | -------------------- | ---------- | ---------- | ---------- |
| 1966                                                                            | 495 000              | 500 000   | 99.0           | 85         | 49            | 36            | 5823                     |                      | 45         | 177        | 40         |
| 1970                                                                            | 510 000              | 530 000   | 96.2           | 82         | 46            | 36            | 6219                     |                      | 50         | 174        | 44         |
| 1976                                                                            | 585 000              | 610 000   | 95.9           | 84         | 54            | 30            | 6964                     |                      | 46         | 218        | 46         |
| 1980                                                                            | 395 000              | 405 000   | 97.5           | 68         | 49            | 19            | 5808                     |                      | 28         | 140        | 42         |
| 1990                                                                            | 497 000              | 525 000   | 94.7           | 70         | 55            | 15            | 7100                     | 1                    | 22         | 120        | 42         |
| 1999                                                                            | 390 000              | 426 076   | 91.5           | 79         | 67            | 12            | 4936                     | 7                    | 16         | 98         | 51         |
| 2000                                                                            | 390 000              | 427 000   | 91.3           | 92         | 83            | 9             | 4239                     | 6                    | 13         | 98         | 51         |
| 2001                                                                            | 390 000              | 427 000   | 91.3           | 90         | 81            | 9             | 4333                     | 6                    | 13         | 98         | 51         |
| 2002                                                                            | 390 000              | 427 000   | 91.3           | 114        | 103           | 11            | 3421                     | 6                    | 17         | 78         | 52         |
| 2003                                                                            | 390 000              | 427 000   | 91.3           | 107        | 98            | 9             | 3644                     | 6                    | 15         | 120        | 50         |
| 2004                                                                            | 390 000              | 427 000   | 91.3           | 89         | 80            | 9             | 4382                     | 6                    | 15         | 120        | 51         |
| 2010                                                                            | 406 000              | 443 000   | 91.6           | 105        | 95            | 10            | 3866                     | 5                    | 20         | 80         | 54         |
| 2014                                                                            | 422 000              | 459 000   | 91.9           | 114        | 101           | 13            | 3701                     | 8                    | 23         | 80         | 59         |
| 2017                                                                            | 437 000              | 474 000   | 92.2           | 118        | 105           | 13            | 3703                     | 8                    | 23         | 80         | 59         |
| 2020                                                                            | 428 500              | 505 000   | 84.9           | 108        | 92            | 16            | 3967                     | 5                    | 22         | 67         | 61         |
| Fuente: Catholic-Hierarchy, que a su vez toma los datos del Anuario Pontificio. |                      |           |                |            |               |               |                          |                      |            |            |            |

## Episcopologio
- Sede vacante (1947-1954)

- Silvino Martínez † (23 de octubre de 1954-21 de septiembre de 1959 nombrado obispo de Rosario)
- Francisco Juan Vénnera † (21 de septiembre de 1959-15 de febrero de 1966 renunció[nota 1])
- Carlos Horacio Ponce de León † (28 de abril de 1966-11 de julio de 1977 falleció)
- Fortunato Antonio Rossi † (11 de noviembre de 1977-26 de noviembre de 1983 nombrado arzobispo de Corrientes)
- Domingo Salvador Castagna (28 de agosto de 1984-22 de junio de 1994 nombrado arzobispo de Corrientes)
- Mario Luis Bautista Maulión † (8 de mayo de 1995-29 de abril de 2003 nombrado arzobispo de Paraná)
- Héctor Sabatino Cardelli † (21 de febrero de 2004-21 de septiembre de 2016 retirado)
- Hugo Norberto Santiago, desde el 11 de noviembre de 2016

## Galería

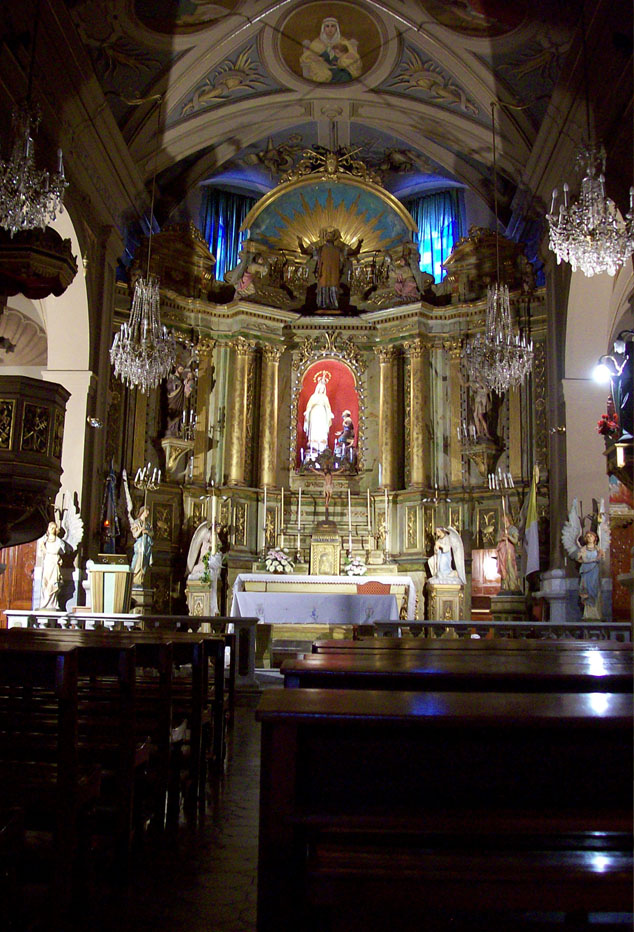
Capilla del Hospital San Felipe en San Nicolás de los Arroyos
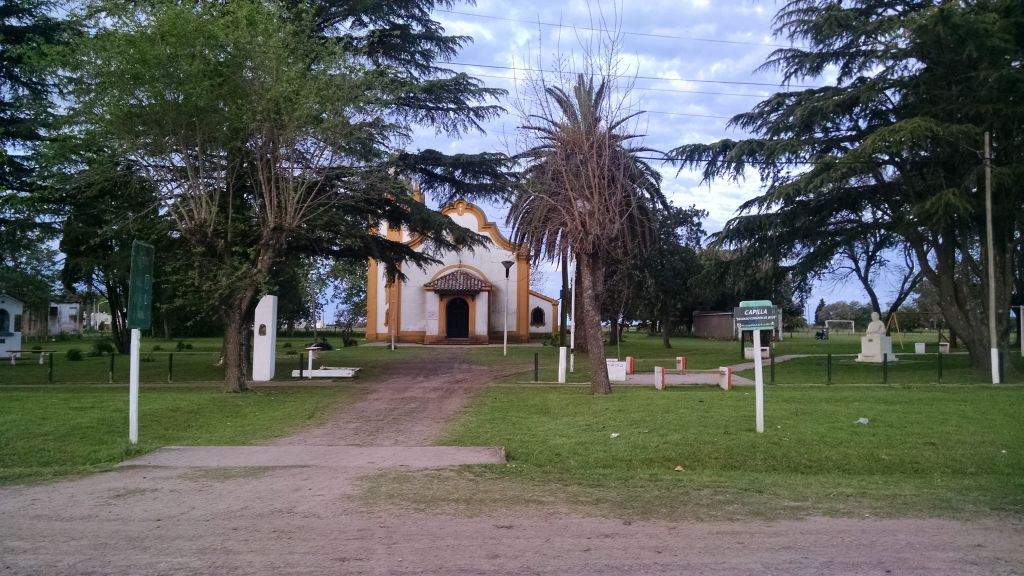
Capilla de El Paraíso
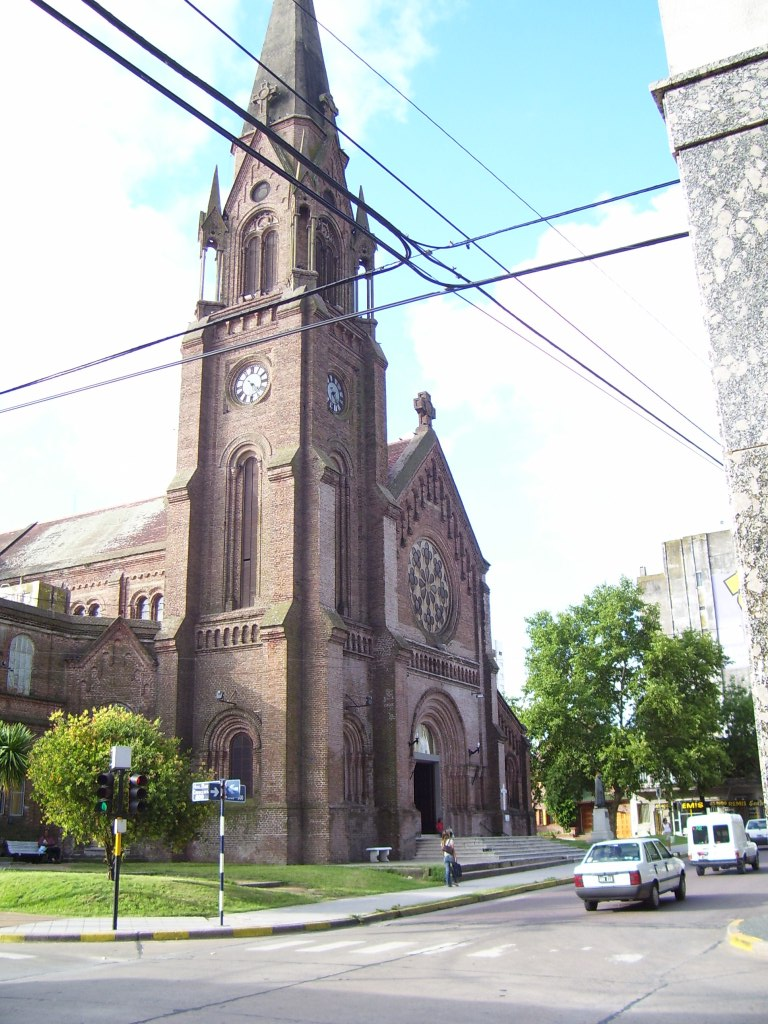
Iglesia de la Merced en Pergamino
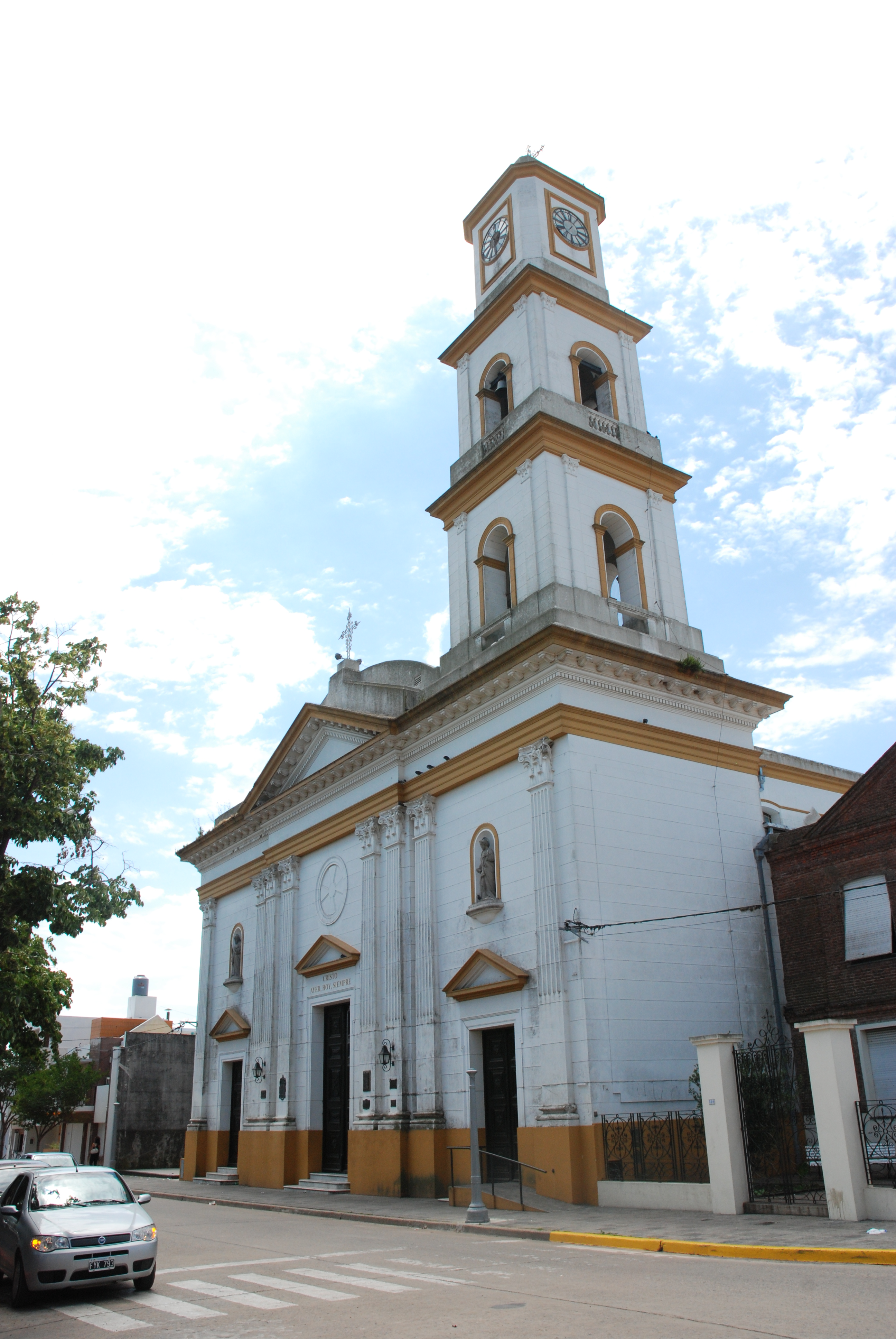
Iglesia San Pablo Apóstol de Salto